# Porky's Last Stand
Porky's Last Stand est un cartoon réalisé par Bob Clampett, sorti en 1940.
Il met en scène Porky Pig et Daffy Duck.